# Internationaal Jaar van de Biodiversiteit
Het jaar 2010 is door de Verenigde Naties uitgeroepen tot het Internationaal Jaar van de Biodiversiteit. De VN wil de aandacht vestigen op biodiversiteit, de waarde daarvan voor de mensheid en de bedreiging daarvan zoals tot uiting komt in het verdwijnen van dier- en plantensoorten en de verstoring van ecosystemen. 
Het Secretariat of the Convention on Biological Diversity ('secretariaat van het Biodiversiteitsverdrag') heeft alle 168 deelnemende landen opgeroepen om een nationaal comité op te richten om het Internationaal Jaar van de Biodiversiteit te promoten. 
Nederland vestigde in 2010 de aandacht op biodiversiteit door middel van de Coalitie Biodiversiteit 2010. Dit is een landelijk platform waarin overheden, niet-gouvernementele organisaties en bedrijven samenwerken om de noodzaak van het behouden van biodiversiteit onder de aandacht van het publiek te brengen. Op 28 januari ging het Internationaal Jaar van de Biodiversiteit van start met de oprichting van NCB Naturalis (Nederlands Centrum voor Biodiversiteit), een natuurhistorisch museum en onderzoeksinstituut waarin Naturalis, het Nationaal Herbarium Nederland en het Zoölogisch Museum Amsterdam zullen worden samengevoegd. 
In België organiseerde het Koninklijk Belgisch Instituut voor Natuurwetenschappen activiteiten rond het Internationaal Jaar van de Biodiversiteit. 